# Eszter Krutzler
Eszter Krutzler (Szombathely, 4 de marzo de 1981) es una deportista húngara que compitió en halterofilia.
Participó en los Juegos Olímpicos de Atenas 2004, obteniendo una medalla de plata en la categoría de 69 kg.
Ganó dos medallas en el Campeonato Mundial de Halterofilia, plata en 2003 y bronce en 2001, y una medalla de bronce en el Campeonato Europeo de Halterofilia de 2011.

## Palmarés internacional
| Juegos Olímpicos   | Juegos Olímpicos   | Juegos Olímpicos  | Juegos Olímpicos |
| Año                | Lugar              | Medalla           | Categoría        |
| ------------------ | ------------------ | ----------------- | ---------------- |
| 2004               | Atenas (Grecia)    | Medalla de plata  | 69 kg            |
| Campeonato Mundial |                    |                   |                  |
| Año                | Lugar              | Medalla           | Categoría        |
| 2001               | Antalya (Turquía)  | Medalla de bronce | 69 kg            |
| 2003               | Vancouver (Canadá) | Medalla de plata  | 69 kg            |
| Campeonato Europeo |                    |                   |                  |
| Año                | Lugar              | Medalla           | Categoría        |
| 2011               | Kazán (Rusia)      | Medalla de bronce | 69 kg            |